# Der Zwilling
Der Zwilling (Originaltitel: Le jumeau) ist eine französische Komödie des Regisseurs Yves Robert aus dem Jahr 1984 mit Pierre Richard in der Hauptrolle und Camilla More und Carey More in der Rolle der Zwillingsschwestern.

## Handlung
Der wenig erfolgreiche und ständig von Geldsorgen geplagte Glückwunschkartenverleger Matthias Duval lernt durch Zufall an der Riviera die hübschen US-amerikanischen Zwillinge Betty und Liz Kerner kennen. Die Zwillinge sollen eine Millionenerbschaft bekommen, aber die Sache hat einen Haken: Sie müssen verheiratet sein, um das Vermögen zu erhalten. Um mit beiden Frauen anbandeln zu können, erfindet Duval seinen eigenen Zwilling, der charakterlich und vom Aussehen ganz anders als er ist. Dies führt zu Problemen und Verwechslungen und reichlichem Durcheinander.

## Hintergrund
Regisseur Yves Robert hat als Mann im Aufzug einem Kurzauftritt im Film. Filmstart in bundesdeutschen Kinos war am 19. Dezember 1985. Die Komödie wurde 1995 unter dem Titel Two Much – Eine Blondine zuviel mit Antonio Banderas, Melanie Griffith und Daryl Hannah in den Hauptrollen für den US-amerikanischen Filmmarkt adaptiert.

## Kritik
„Routiniert inszenierte Komödie, der es letztlich doch an Witz und Schwung mangelt.“